# Eduard Peithner von Lichtenfels
Eduard Peithner von Lichtenfels (18. listopadu 1833, Vídeň – 22. ledna 1913, Berlín) byl rakouský malíř a grafik, profesor krajinomalby a po několik let i rektor Akademie výtvarných umění ve Vídni.

## Život
Eduard Peithner von Lichtenfels byl synem filozofa, profesora Johanna Peithnera, rytíře z Lichtenfelsu (1793-1866). Studoval na vídeňské Akademii u krajinářů Thomase Endera a Franze Steinfelda. V letech 1857-1858 pokračoval ve studiu v Düsseldorfu, kde se stal členem místního spolku Malkasten. Nebyl přímým žákem Karla Friedricha Lessinga, ale byl ovlivněn jeho malířským stylem.
Po návratu do Vídně byl od roku 1859 v armádě jako podporučík pěchoty. Od roku 1871 byl pedagogem na vídeňské Akademii a roku 1872 byl jmenován profesorem a převzal vedení ateliéru krajinomalby. Se svými studenty jezdil často malovat do plenéru v romantické oblasti Wachau a nakonec vytvořil celou krajinářskou školu, z níž někteří malíři se ve Wachau trvale usadili. V letech 1878-80 a 1897-1899 byl rektorem Akademie. Byl členem spolků Wiener Künstlergenossenschaft a Societé Belge des Aquarellistes.
Po odchodu do důchodu v roce 1902 Eduard Peithner von Lichtenfels dočasně pobýval v Norimberku a Berlíně, kde zemřel v roce 1913. Jeho dcera Paula byla klavíristka, operní zpěvačka (sopranistka) a učitelka zpěvu.
Eduard Peithner von Lichtenfels vychoval řadu rakouských krajinářů (Ferdinand Andri, Wilhelm Bernatzik, Heinrich Tomec, Hans Wilt, Johann Nepomuk Geller, Maximilian Suppantschitsch). Někteří jeho žáci, jako Eduard Zetsche, byli s výukou nespokojeni a odešli na Akademii do Mnichova, Karlsruhe nebo Düsseldorfu. Z českých malířů patřili k jeho žákům Václav Jansa, Václav Radimský, Karel Liebscher, Adolf Zdrazila a František Pečinka. Inspiroval i Julia Mařáka.

## Dílo
Eduard Peithner von Lichtenfels vystavil poprvé svůj obraz ještě během studia roku 1854 (Iffingen v Jižním Tyrolsku) a v dalších letech maloval scenérie z rakouských a bavorských hor. Řada jeho obrazů zachycuje různé lesnaté a říční krajiny v Dolním Rakousku v okolí Weißenkirchen a Dürnsteinu a také z okolí Břeclavi (Lundenburg). Maloval olejem na dřevě i na plátně, temperou i pastelem, často užitou technikou byla také kresba barevnými tušemi kombinovaná s akvarelem. Jeho pozdně romantické kompozice zdůrazňují prvky divoké přírody nebo zvláštní atmosférické jevy jako je bouřka, ale malířské podání je již realistické.

### Známá díla
- Horská krajina (70. léta), Národní galerie v Praze, odkaz Josefa Hlávky[4]
- Břeh jezera (1874), Národní galerie v Praze, odkaz Josefa Hlávky
- Město na skále (1877), Národní galerie v Praze, odkaz Josefa Hlávky
- Krajina před bouřkou (80. léta), Národní galerie v Praze, odkaz Josefa Hlávky

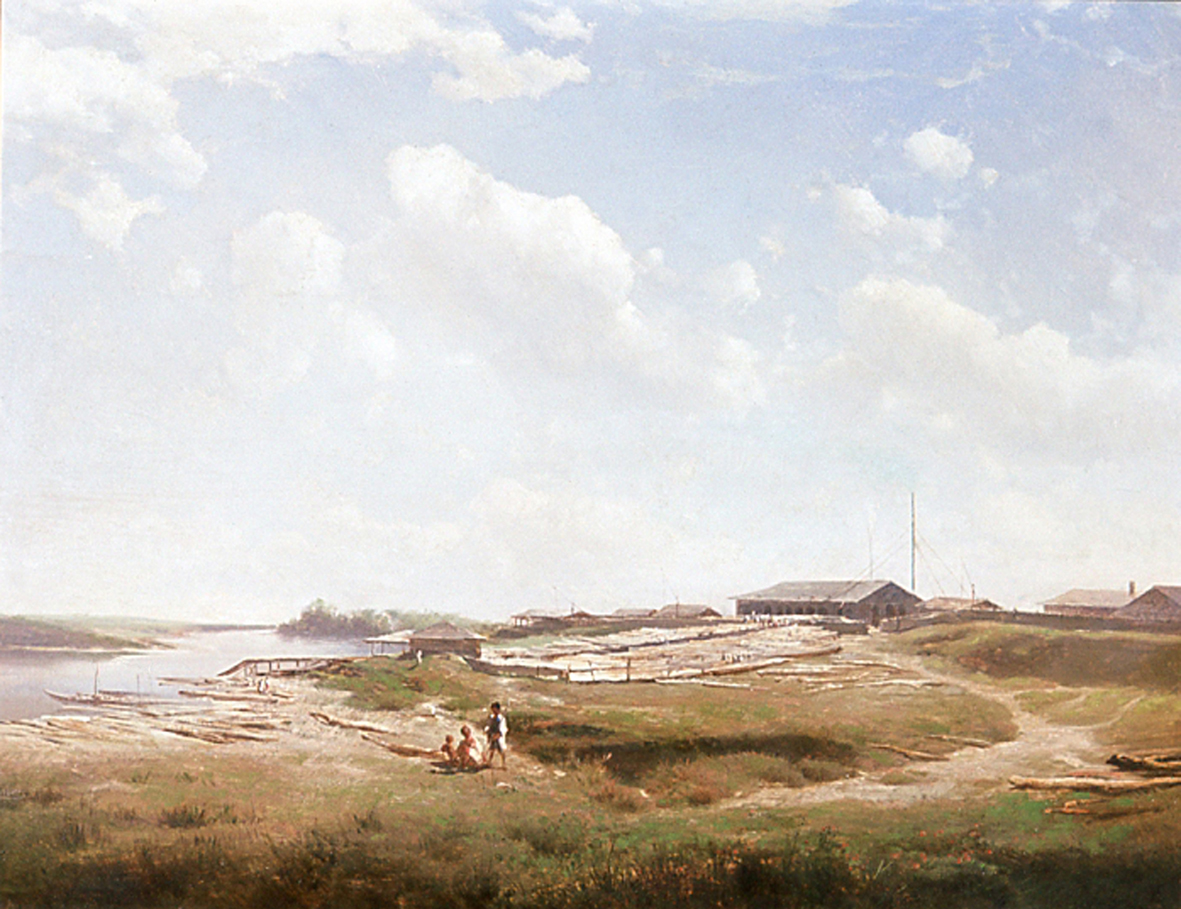
Dunaj se skladem dřeva, 1860
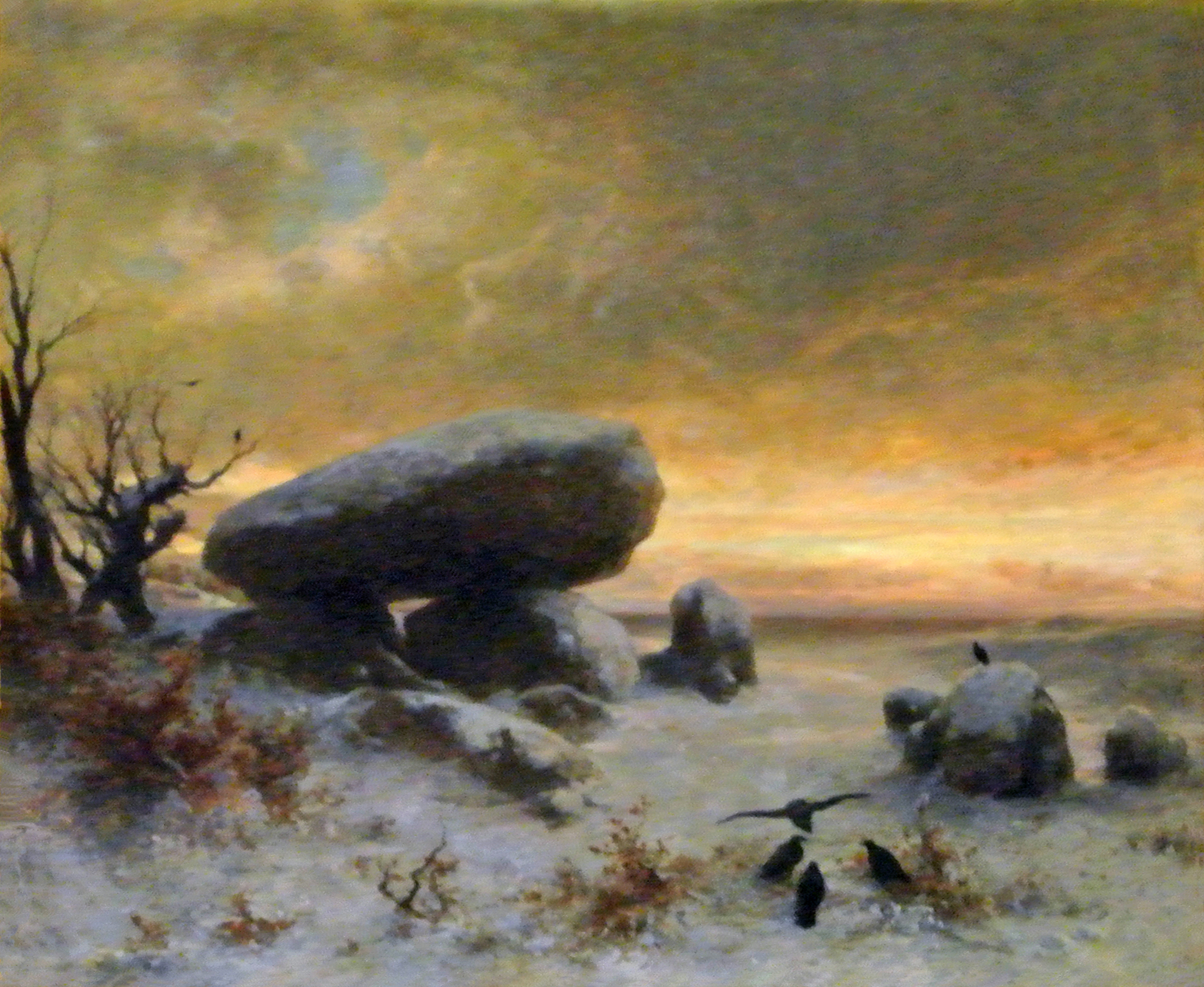
Dolmen v Dánsku, kolem 1885
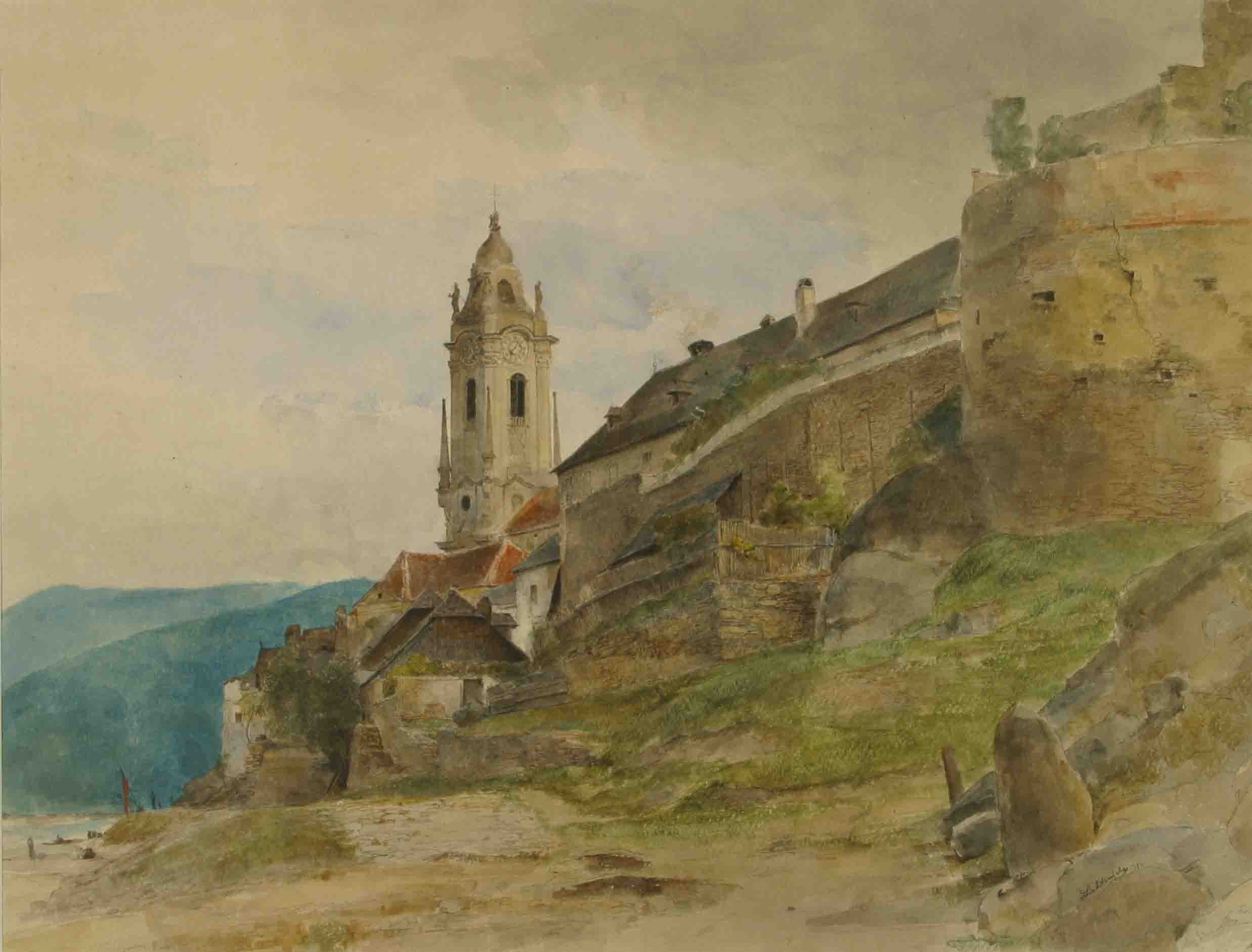
Pohled na Dürnstein, 1885
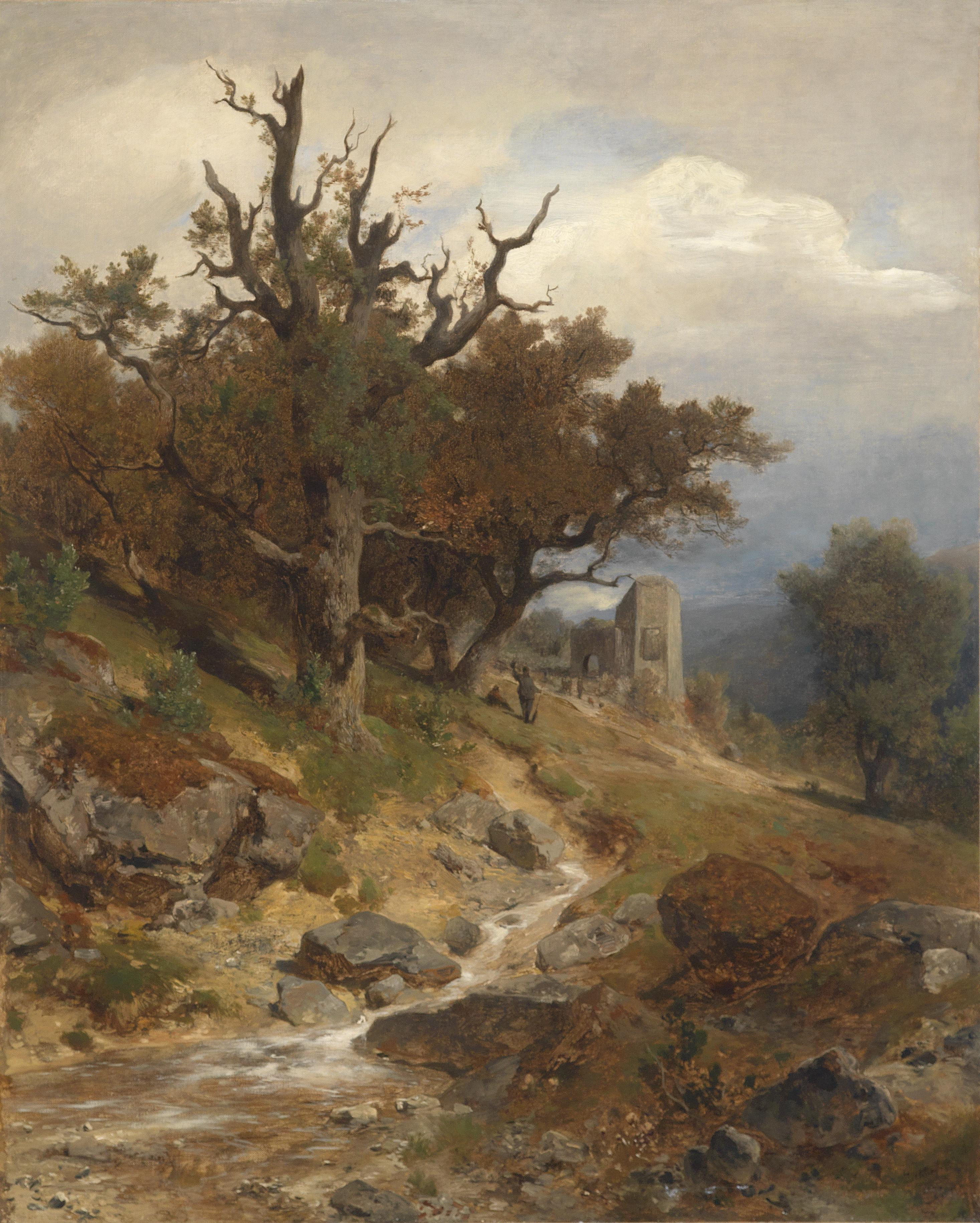
Krajina poblíž Mödlingu (před 1913)
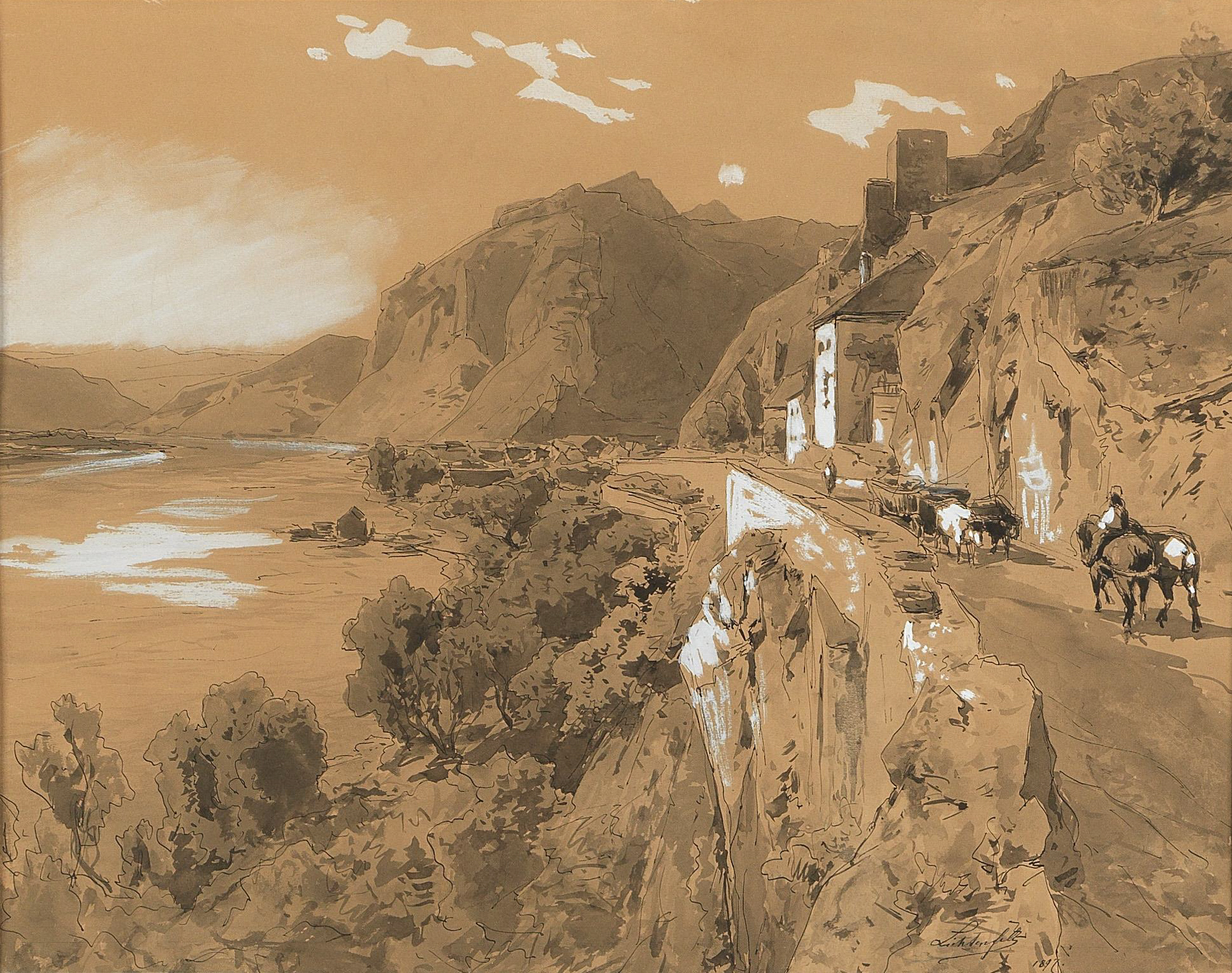
Cesta podél Dunaje, kresba s akvarelem, 1897